# Чебатков Євген Андрійович
Євген Андрійович Чебатков (рос. Евгений Андреевич Чебатков; 13 вересня 1990 року, Усть-Каменогорськ, КРСР, СРСР) — казахський і російський комік. Співведучий подкасту «История на ночь», який виходить на YouTube-каналі LABELSMART.

## Життєпис

### Дитинство і юність
Євген народився в місті Усть-Каменогорськ, в сім'ї вчительки музики і співробітника металургійного заводу. Чебатков нащадок росіян, засланих в Казахстан в 1930-х роках. У дитинстві, протягом двох років, вивчав англійську у товаристві мормонів. У 16 років влаштовується волонтером в американський культурний центр, де кілька років практикує англійську з американцями.
Після закінчення школи, в 2008 році вступив в Томський державний університет, де навчався на міжнародному факультеті управління. Також в Томську починає кар'єру радіоведучого.
У 2013 році зарахований на магістерську програму в Ниагарский колледж, Канада. У Канаді вперше виступає зі стендапом.

### Кар'єра
Після закінчення магістратури переїжджає в Москву й у 2016 році потрапляє в «Stand Up» на ТНТ, паралельно працює ведучим на Comedy Radio.
У 2020 році на YouTube-каналі «OUTSIDE STAND UP» виходить сольний концерт Чебаткова «Без панцира» (рос. «Без панциря»).
У 2021 році Чебатков взяв участь у записі популярних програм, серед яких «вДудь», «Вечірній Ургант» та інші. У березні 2021 вийшов сольний концерт Чебаткова «Виходь з кімнати» (рос. «Выходи из комнаты»).
У 2022 році став новим ведучим шоу «Stand up» на ТНТ . У 2023 році почав вести баскетбольне шоу «Зірки 1 на 1» на YouTube. Навесні цього ж року Чебатков знявся у фільмі «Майор Грім: Гра», а в червні потрапив на обкладинку журналу Esquire Kazakhstan .

## Особисте життя
Влітку 2023 року одружився в Москві з актрисою Вірою Дровеніковою .

## Фільмографія

### Телебачення
| Рік       | Назва                     | Роль                                               | Примітка          |
| --------- | ------------------------- | -------------------------------------------------- | ----------------- |
| 2019      | Еволюція Черепашок-ніндзя | Леонардо                                           | Актор озвучування |
| 2020      | Рюкзак Оллі               | Завуч Магна, Люціус Ван Горн, другорядні персонажі | Актор озвучування |
| 2020      | У ритмі ковбаси           | Kickshot                                           |                   |
| 2021      | Гра (телешоу)             | Ведучий                                            |                   |
| 2022—2023 | Концерты                  | Ведучий                                            |                   |
| 2023      | Stand Up                  | Ведучий                                            |                   |
| 2023      | Майор Грім: Гра           | «Дядя», главарь тюремної банди                     | Актор             |

### Сольні концерти
| Дата виходу | Назва            | Майданчик        | Хронометраж |
| ----------- | ---------------- | ---------------- | ----------- |
| 01.12.2020  | Без панцира      | OUTSIDE STAND UP | 00:36:34    |
| 03.03.2021  | Виходь з кімнати | OUTSIDE STAND UP | 00:59:05    |